# Grzęzno
Grzęzno (deutsch Weitenhagen) ist ein Dorf im Powiat Łobeski in der polnischen Woiwodschaft Westpommern.
Grzęzno gehört zur Landgemeinde Dobra (früher auch Dobra Nowogardzka, deutsch Daber).

## Geographische Lage
Grzęzno liegt in Hinterpommern, in dem Seendreieck Jezioro Ciesze (Teetzsee), Okrzeja (Quernsee) und Woświn (Wothschwiensee), ca. 60 Kilometer östlich von Stettin und ca. 5 Kilometer westlich von Daber.

## Geschichte
Weitenhagen war in älterer Zeit ein Lehen und Rittergut der Familie Dewitz. Um 1780 gab es in Weitenhagen ein Vorwerk, eine Schäferei, neun Vollbauern, einen Halbbauern, einen Pfarrbauern, einen Schulmeister und insgesamt 19 Haushaltungen.
Weitenhagen bildete bis 1945 eine Landgemeinde im Landkreis Naugard in der preußischen Provinz Pommern. Um 1930 hatte die Gemarkung der Gemeinde Weitenhagen eine Flächengröße von 12,1 km². Zur Gemeinde gehörte neben Weitenhagen der Wohnplatz Vorwerk Weitenhagen. Im Jahr 1925 wurden in der Gemeinde Weitenhagen insgesamt 328 Einwohner gezählt, die auf 68 Haushaltungen verteilt waren.
Gegen Ende des Zweiten Weltkriegs wurde die Ortschaft Anfang März 1945 von der Roten Armee besetzt. Nach Kriegsende wurde Weitenhagen zusammen mit ganz Hinterpommern unter polnische Verwaltung gestellt. Weitenhagen wurde von der Volksrepublik Polen in Grzęzno umbenannt.

## Verkehr
Das Dorf wird von keinem der größeren Verkehrswege berührt. In der Nähe des Dorfes führen lediglich die Woiwodschaftsstraße 144 von Nowogard (Naugard) nach Chociwel (Freienwalde) und die Woiwodschaftsstraße 146 von Jenikowo (Hohen Schönau) nach Łobez (Labes). Im Norden ist Nowogard (Naugard), mit einem Bahnhof und der Fernstraße 6, 17 km entfernt. Im Süden ist Chociwel (Freienwalde), an der Bahnlinie Stettin–Gdynia (Gdingen) und der Fernstraße 20 gelegen, 14 Kilometer entfernt.